# Marschall László
Marschall László (Budapest, 1916. augusztus 2. – Budapest, 1949. december 29.) magyar újságíró, rendőr, a kommunizmus idején koncepciós per áldozata lett.

## Életpályája
Miután elvégezte a tanulmányait, kereskedelmi alkalmazott lett. 1935-ben Franciaországba költözött, ahol tagja lett a Francia Kommunista Pártnak. Önkéntesként részt vett a spanyol polgárháborúban. 1939-ben fogságba esett, és Franciaországba internálták. A fogságból csak 1941-ben szabadult. Még ebben az évben bekapcsolódott a francia ellenállási mozgalomba. A háború alatt tanúsított hősies magatartásáért 1945-ben kitüntetésekben részesült, és századossá nevezték ki. 1945. márciusában hazatért és a Szabad Nép c. újság munkatársa lett. Ugyanez év őszétől a Honvédelmi Minisztérium katonapolitikai osztályára került, majd rendőr ezredesként a belügyminisztérium nevelési osztályának lett vezetője, a Magyar Rendőr c. lap főszerkesztője. Az 1949-ben lezajló tisztogatási hullám idején letartóztatták, majd kémkedés vádjával halálra ítélték és kivégezték. Rehabilitálására csak 1955. novemberében került sor, nemzetközi nyomásra.